# Koto Iman
Koto Iman is een bestuurslaag in het regentschap Kerinci van de provincie Jambi, Indonesië. Koto Iman telt 1328 inwoners (volkstelling 2010).